# Alec Wilder
Alec Wilder (* 16. Februar 1907 in Rochester, New York; † 23. Dezember 1980 in Gainesville, Florida) war ein US-amerikanischer Komponist von klassischen und Jazz-Musikwerken, Balladen und Lehrmaterialien.

## Leben
Wilder nahm ab Ende der 1930er Jahre eigene Kompositionen mit jazzorientierten Arrangements auf, wobei er vor allem Holzblasinstrumente und Harfe verwendete, so die Suite No. 1 for Tenor Saxophone and Strings. Er schrieb auch Kammermusiken und populäre Titel wie I´ll Be Around, hatte aber ansonsten nur eine oberflächliche Beziehung zum Jazz. Seine Arrangements übten aber einen gewissen Einfluss auf moderne Jazz-Arrangeure aus. Frank Sinatra war ein großer Bewunderer von Wilders Musik, der mit bürgerlichem Namen Alexander Lafayette Chew hieß. Keith Jarrett verwendete auf mehreren seiner Standards-Plattensessions Songmaterial von Alec Wilder, so die Songs While We´re Young (Live at the Blue Note), Moon And Sand (Standards, Vol. 2) und Blackberry Winter (Silence). Des Weiteren schrieb Wilder den Text für den Song A Child Is Born und setzte sich in einem Buch mit dem American Popular Song 1900–1950 auseinander. Stefano Battaglia spielte 2014 mit seinem Trio mehrere Stücke von Wilder für In The Morning ein.